# Ariane Pellicer
Ariane Metcalf Pellicer (París, Francia, 12 de noviembre de 1962) es una actriz y productora de teatro mexicana, muy conocida por su personaje de Nina la punk en ¡Cachún cachún ra ra!. Es hija de la fallecida primera actriz Pilar Pellicer.

## Telenovelas
- Vencer el desamor (2020) - Guadalupe "Lupe" Guajardo
- Te doy la vida (2020) - Carcelaria
- Vencer el miedo (2020) - Guadalupe "Lupe"[1]
- Un poquito tuyo (2019) - Gregoria Rosales
- Paquita la del barrio (2017) - Griselda
- La piloto (2017)
- Perseguidos (2016) - Doña Esperanza Armenta
- El hotel de los secretos (2016) - Doña Helena
- La vecina (2015) - Emma de Andrade
- Miss XV (2012) - Marilyn López
- Cachito de cielo (2012) - Orfe
- Para volver a amar (2010)- Cindy
- Atrévete a soñar (2009-2010) - Irene
- Verano de amor (2009) - Adelina Olmos
- Juro que te amo (2008) - Janis
- Rebelde (2004-2005) - Nora Goycolea
- Clase 406 (2002-2003) - Esther Peñaloza
- Así son ellas (2002) - Elena Molet
- Gente bien (1997) - Celia
- Agujetas de color de rosa (1994-1995) - Lara Lai
- Ángeles blancos (1990-1991) - Malena

## Series
- Un día para vivir (2023) - Reina[2]
- La mujer del diablo (2022) - Malena[3]
- Esta historia me suena (2022)[4]
- La casa de las flores (2020) - Señora De La Mora, madre de Ernesto
- El Mariachi (2014) - "La Coronela"
- Como dice el dicho (2011) - Lorena (ep. "Amor de lejos")
- XY. La revista (2009) - Raquel
- La rosa de Guadalupe (2008-2018) - (episodios)
  1. Soy Emo - Liliana (2008)
  2. Un nuevo corazón - Fernanda (2009)
  3. Crecer con alegría - Frida (2011)
  4. Sufrir no es un destino - Clara (2011)
  5. Vestida de besos - Gladys (2011)
  6. Amistad con letras grandes - Tania (2012)
  7. También a los chavos - Teresa (2012)
  8. Mi mejor amigo - Paloma (2013)
  9. Secreta herida - Verónica (2014)
  10. Valor de mujer - Ofelia (2015)
  11. Mi tía, la emo - Liliana (2018)
  12. Chavorrucos - Alba (2018)
- Mujer, casos de la vida real (2002-2003) - Varios
- ¡Cachún cachún ra ra! (1981-1985) - Nina "La Punk"

## Películas
- ¡Que viva México! (2023) - La Catrina[5]
- Fuego negro (2020)
- 2033 (2009) - Marta
- El último justo (2007) - Comadrona
- Desnudos (2004) - Cynthia
- Man on Fire (2004) - Reportera
- Despedida de amor (2003)
- The Mexican (2001) - Agente Mexicana
- The Pearl (2007) - Paciente
- Cuentos para solitarios (1999) - Mujer Sensual
- Angeluz (1998) - Tina
- Desires of Innocence (1997) - Christina
- La mujer de los dos (1996) - Cecilia
- La ley de las mujeres (1995) - Mona
- Bienvenido-Welcome (1995) - Mujer en Cuarto de baño 2
- Un hilito de sangre (1995) - Isabel
- Ámbar (1994) - Odalisca
- ¡Aquí espaantan! (1993) - Gladiola Ruvalcaba
- El asesino del zodíaco (1993) - Zoraya
- Marea suave (1992)
- Gertrudis (1992) - Javiera
- Death and the Compass (1992) - Natasha
- Desvestidas y alborotadas (1991)
- Pure Luck (1991) - Chica en Club
- Burbujas de amor (1991)
- Retén (1991)
- ¡¡Cachún cachún ra-ra!! (Una loca, loca, preparatoria) (1984) - Nina "La Punk"

## Teatro
- La Piel de Mogador (2022)
- Cipactli, la diosa Cocodrilo (2021)
- Samsara (2019)
- Éramos tan felices (2018)
- Noche de Estreno (2016-2018)
- Un amante a la medida (2009-2010)
- Las arpías (2010)
- Hermanas (2005-2006)
- Las bodas del cielo y el infierno (2002-2003)
- Nahui Olin (1999-2000)
- Locos de amor (1998)
- Modigliani (1996)
- El monje (1988)
- Sonata de espectros (1986)
- Sonata de otoño (1985-1985)
- Landrú y el halibut (1985)
- El show de los Cachunes (Musical de 1983) ... Nina La Punk [En el Teatro San Rafael y los Televiteatros (hoy Centro Cultural Telmex)]

## Premios
- "U.C.T." Premio (Unión de Críticos de Teatro)
- "Heraldo de México"  (Premio a Revelación)